# Ceylonitermes
Ceylonitermes es un género de termitas  perteneciente a la familia Termitidae que tiene las siguientes especies:

## Especies
1. Ceylonitermes escherichi
2. Ceylonitermes indicola